# M-MATISSE
M-MATISSE (acronyme de Mars Magnetosphere ATmosphere Ionosphere and Space-weather SciencE) est une mission spatiale en cours d'évaluation en 2023 par l'Agence spatiale européenne dont l'objectif est d'étudier les interactions entre la magnétosphère, l'ionosphère et la thermosphère de Mars sous l'influence du vent solaire et de la basse atmosphère de la planète. Les objectifs sont de fournir la première vue globale de la dynamique du système martien à toutes les altitudes et de comprendre comment l'atmosphère dissipe l'énergie reçue du vent solaire (y compris les radiations) et comment les processus à l’œuvre à la surface de la planète sont affectés par l'activité solaire.
La mission M-Matisse est composée de deux engins placés en orbite autour de Mars qui effectueront des observations simultanées et coordonnées du plasma depuis le sol jusque dans l'espace fournissant ainsi une vue tri-dimensionnelle tout en effectuant des observations in situ et à distance de la basse atmosphère et de l'ionosphère. Si la mission était sélectionnée, elle serait lancée au milieu de la décennie 2030. 

## Sélection de la mission
M-MATISSE fait partie des 27 propositions de mission soumises en décembre 2021 en réponse à l'appel à propositions  de la mission M7 du programme Cosmic Vision. De janvier à septembre 2023, cinq de  ces projets passent par une phase 0 dont l'objectif est de détailler les retours scientifiques attendus et de produire une étude de conception préliminaire de la mission. Le 8 novembre 2023, trois missions sont finalement retenues pour la dernière phase de la sélection : ce sont M-MATISSE, THESEUS, un observatoire spatial qui doit recenser et localiser avec une grande précision les phénomènes célestes transitoires, en particulier les sursauts gamma, et Plasma Observatory qui a pour mission d'étudier le plasma présent dans l'espace autour de la Terre. Les trois projets entrent dans la phase A qui comprend une phase d'étude détaillée par deux sociétés aérospatiales. Le processus de sélection doit désigner la mission lauréate mi-2026. L'objectif est de lancer celle-ci au milieu de la décennie 2030,.